# Глигорова къща
Глигоровата къща или Къщата на Глигоровци (на македонска литературна норма: Глигорова куќа, Куќа на Глигоровци) е възрожденска къща в горнореканското село Вълковия, Северна Македония. Сградата е архитектурна забележителност.

## Архитектура
Сградата е типичен пример за традиционната архитектура от XIX век. В архитектурно отношение е къща от симетричен тип на четири нива с изразено влияние на градската къща във вътрешната уредба.